# 321197 Qingdao
321197 Qingdao è un asteroide della fascia principale. Scoperto nel 2008, presenta un'orbita caratterizzata da un semiasse maggiore pari a 2,7037437 au e da un'eccentricità di 0,0437335, inclinata di 6,24478° rispetto all'eclittica. Ha un diametro di 2,886 km.
È didicato alla città cinese di Qingdao.